# الإغاظة أو المضايقة

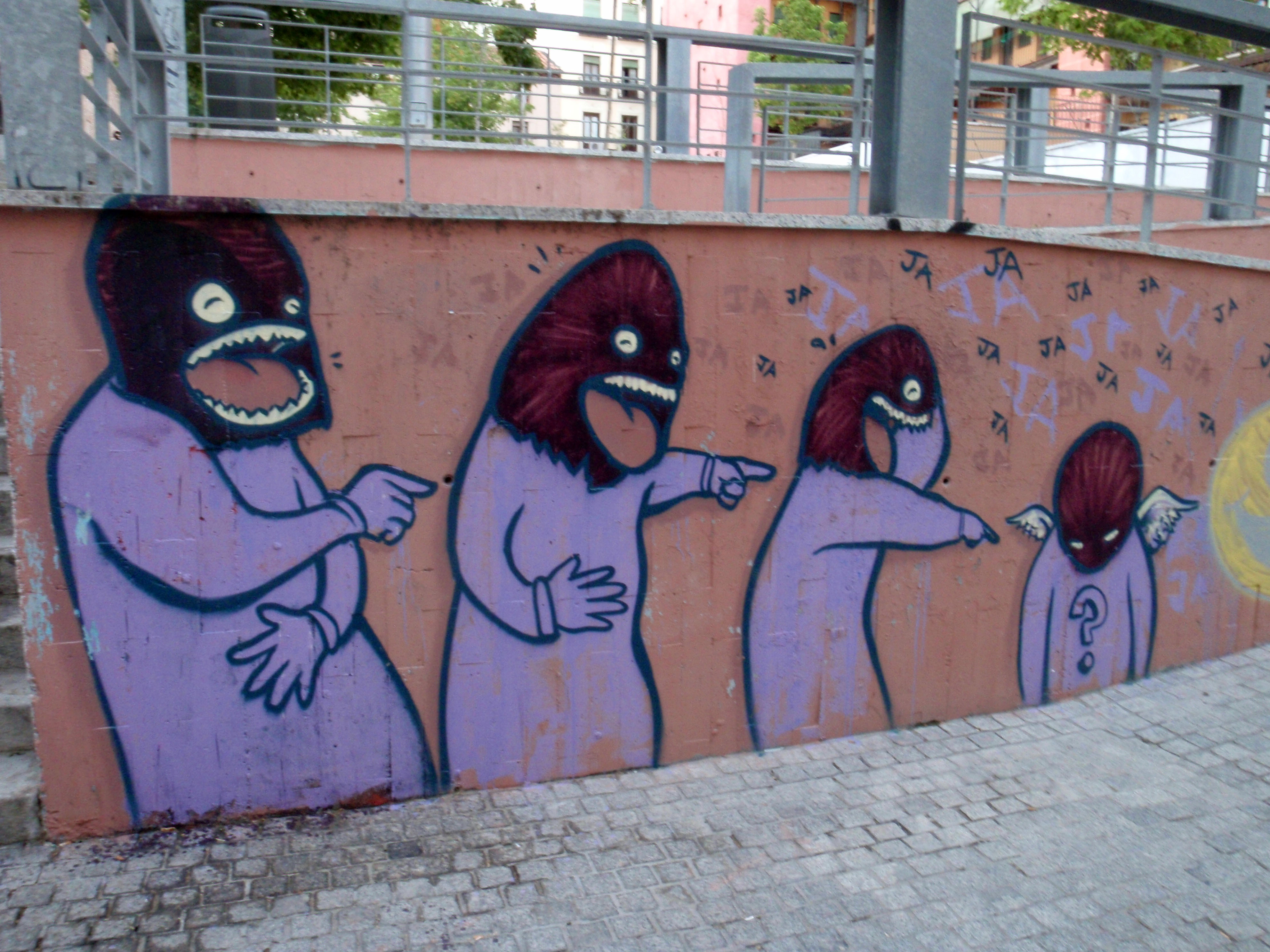

الإغاظة أو المضايقة  لها معاني متعددة واستخدامات. في التفاعلات البشرية، توجد المضايقة في ثلاثة أشكال رئيسية:  لعوبة ، ومؤذية ، وتعليمية. ويمكن أن يكون للمضايقة آثار متنوعة، اعتمادًا على كيفية استخدامها وتأثيرها المقصود. عندما تكون المضايقة غير مرحب بها، يمكن اعتبارها تحرش أو تهجّم، خاصةً في مكان العمل والمدرسة، أو شكلا من أشكال التنمر أو الإساءة العاطفية.  وإذا حدث ذلك علناً، فإنه يمكن اعتباره إذلالاً. ويمكن أيضا اعتبار الإغاظة وسيلة تعليمية عندما تستخدم كوسيلة للتعلم غير الرسمي. وكثيرا ما يضايق البالغون في بعض مجتمعات السكان الأصليين الأمريكية الأطفال لكي يوضحوا لهم بطريقة مرحة ويعلمونهم كيف يؤثر سلوكهم سلباً على المجتمع.
يتعلم الأطفال في العديد من مجتمعات السكان الأصليين الأمريكيين أيضًا من خلال مراقبة ما يفعله الآخرون بالإضافة إلى التعاون معهم. إلى جانب المضايقة، هذا الشكل من التعلم غير الرسمي يختلف عن الطرق التي يتعلمها أطفال أمريكا الغربية. تشمل الطرق غير الرسمية لتعليم الأطفال المسؤولية المتبادلة، بالإضافة إلى التّعاون النشط مع البالغين والأقران. وهذا يختلف عن الطريقة الأكثر رسمية للتعلم لأنها ليست موجهة للبالغين.
الناس قد يُضايقون بشأن أمور مثل مظهرهم، و وزنهم،  وسلوكهم، وقدراتهم،  وملابسهم، وذكائهم. من وجهة نظر الضحية، كثيرا ما يكون هذا النوع من المضايقة مؤلماً، بغض النظر عن نية المضايق.
قد يضايق المرء حيواناً أيضا.  بعض الحيوانات، مثل الكلاب والقطط،  قد تعتبر هذا على حد السواء لعب أو مضايقة.